# Mihiro Taniguchi
Mihiro Kaneko (金子みひろ, Kaneko Mihiro) (née le 19 mai 1982) est une ancienne actrice pornographique japonaise devenue comédienne, chanteuse, et présentatrice TV.

## Biographie
Mihiro est née dans la préfecture de Niigata le 19 mai 1982. Elle commence une carrière de modèle photo nu en mai 2001 avec la sortie de sa vidéo Dream (どりーむ) puis du recueil de photos du même nom en août 2002. Elle apparait dans plusieurs autres vidéos de nu et recueils de photos pendant un an et demi. Elle joue également dans plusieurs films de V-Cinéma durant cette période comme la comédie Heisei Sekuhara Bushidou  réalisée par Naoyuki Tomomatsu en 2003 et dans Chakuero no onna Karina de Kōji Kawano en 2004. Elle est également chanteuse avec le maxi 45 tours Sunflower en octobre 2004.

### Débuts dans la pornographie - Alice Japan & MAX-A
Mihiro entre dans le monde de la pornographie quand Alice Japan sort ses débuts avec la vidéo Little Angel. Un mois plus tard, elle fait sa première vidéo pour le studio Max-A (en), Super Star. Pendant deux ans et demi jusqu'à la mi-2007, elle joue dans environ un film par mois alternant entre Alice Japan et Max-A. À la même époque, elle apparaît également dans le drama Tokumei Kakarichō Tadano Hitoshi (en) sur TV Asahi. Elle joue dans le premier épisode de la seconde année du programme diffusé le 14 janvier 2005,.
Elle joue un rôle récurrent à partir de 2006 dans la comédie romantique 2nd House (2ndハウス, 2nd Hausu), qui compte 12 épisodes diffusés sur TV Tokyo de janvier en mars 2006,. En avril 2006, elle tient l'un des premiers rôles du film d'horreur Zombie Self-Defense Force réalisé par Naoyuki Tomomatsu. En 2006, elle continue d’apparaître dans des vidéos pornographiques chaque mois pour Max-A et Alice Japan.
Dans un autre genre, elle tient le premier rôle dans le film Yo-Yo Sexy Girl Cop (スケパン刑事　バージンネーム＝諸見栄サキ) sorti en novembre 2006, une parodie érotique de l’adaptation cinématographique du manga Tokyo Girl Cop. Elle joue le rôle d'une agent secrète adolescente du gouvernement armée d'un yoyo métallique et dont l'on voit régulièrement la culotte,. Un critique note que Mihiro est la « seule bonne interprétation du film ». Le DVD sort aux États-Unis avec des sous-titres anglais en novembre 2008.
Mihiro continue sa carrière de chanteuse avec le groupe Man-zoku ディーバ Divas, dont les membres sont toutes des actrices pornographiques composés initialement de Akiho Yoshizawa et Naho Ozawa. Cette-dernière quitte le groupe agrandi depuis à cinq chanteuses,.
Les dernières vidéos de Mihiro pour Max-A et Alice Japan sortent dans la première moitié de 2007. Elle retourne travailler à la télévision en tenant un rôle récurrent dans le drama Tissue (ティッシュ, Tisshu) sur TV Asahi qui est diffusé d'avril à juin 2007, et apparaît également comme vedette invitée dans l'épisode 1 du drama érotique Shinjuku swan (新宿スワン　歌舞伎町スカウトサバイバル, Shinjuku suwan kabukichou sukauto sabaibaru) diffusé sur TV Asahi en août 2007.

### Maxing & S1
En juillet 2007, Mihiro commence à tourner dans des vidéos pour deux nouveaux studios pornographiques, Maxing (en) et S1 No. 1 Style (en). Elle continue à jouer dans un film par mois, alternant entre les deux studios. Aux Japanese Adult Video Awards de Las Vegas en 2007, Mihiro obtient le 2e prix de la Meilleure actrice et la vidéo de ses débuts avec S1, Hyper-Risky Mosaic Mihiro, réalisée par Hideto Aki (en), gagne le Prix du Meilleur titre.
Dans le cinéma traditionnel, elle joue le rôle de Mme Lin, la propriétaire d'un restaurant possédant un « ingrédient secret », dans la comédie d'horreur érotique Cruel Restaurant (en) de Kōji Kawano en 2008. Elle avait déjà travaillé avec Kawano dans le film Chakuero no onna Karina en 2004. Avec d'autres actrices de S1 telles que Sora Aoi, Yuma Asami et Tina Yuzuki, Mihiro est l'une des seules à faire régulièrement partie des chanteuses et actrices du divertissement nocturne Please Muscat (おねがい マスカット, Onegai Muscat) sur TV Osaka diffusé à partir de 2008. Elle apparaît également dans de nombreux téléfilms avec le comédien Ken Shimura.
En 2009, Mihiro continue sa carrière dans la pornographie avec S1 et Maxing mais apparaît également au cinéma, d'abord en mars dans le drame SR: Saitama's Rapper (ＳＲ　サイタマノラッパー, SR: Saitama no rappā), aussi intitulé 8000 Miles (en). Le film, réalisé par Yu Irie, suit un groupe d'aspirantes rappeuses dans la préfecture de Saitama à Tokyo. Le film gagne le Grand Prix au 19e festival international du film fantastique de Yubari en 2009. En juin 2009, elle joue dans Ju-On: White Ghost (en), film faisant partie de la série d'horreur japonaise Ju-on adaptée aux États-Unis sous le nom de The Grudge. Plus tard, en juillet, elle joue dans le film d'horreur gore de Kengo Kaji, Samurai Princess (en).

### Autobiographie et retrait de la pornographie
Mihiro publie son autobiographie intitulée nude, détaillant sa jeunesse et son entrée dans la pornographie. Le livre est édité par Kodansha et sort le 19 mai 2009, jour de ses 27 ans. Il fait partie des nombreux ouvrages sur l'expériences d'actrices pornographiques depuis le roman Platonic Sex d'Ai Iijima en 2000, avec My Real Name Is Mai Kato: Why I Became an AV Actress de Saori Hara en décembre 2009, et Biography of Honoka: Mama, I Love You d'Honoka en 2010, et dans lesquels la journaliste Rio Yasuda voit une tendance de l'industrie du genre à perdre ses marques au profit d'une assimilation à la culture populaire japonaise.
Également en 2009, elle voyage en Corée du Sud pour promouvoir la série TV en quatre épisodes Korean Classroom, une production nippo-coréenne diffusée sur Korean TV en mai 2009. La série, dans laquelle jouent aussi les actrices pornographiques Sora Aoi et Tina Yuzuki, raconte l'histoire de trois Japonaises qui se rendent en Corée et tombent amoureuses de garçons.
En 2010, en plus de son apparition régulière dans les vidéos pour adultes pour S1 et Maxing, elle joue dans la comédie à petit budget Running on Empty (ランニング・オン・エンプティ, Ranningu on enputi), sortie en février et réalisée par Dai Sakō. En mai 2010, il est annoncé que l'autobiographie de Mihiro sera adaptée en film avec Naoko Watanabe et réalisée par Yuichi Onuma. Le tournage commence en mai et le film sort le 10 septembre 2010,,.
Plus tôt dans l'année, Mihiro a annoncé qu'elle quittait la pornographie, et ses deux dernières vidéos sont Mihiro Channel pour Maxing et Mihiro Final - Special Technique le 19 juin 2010 pour S1. En 2012, le principal distributeur japonais de films pour adultes DMM organise un sondage pour choisir les 100 meilleures actrices pornographiques de tous les temps pour célébrer le 30e anniversaire des vidéos pour adultes au Japon. Mihiro finit à la 83e place.

### Suite de sa carrière
En 2013, Mihiro joue dans la comédie de la Tōhō, Goddotan (en), une adaptation au cinéma du téléfilm de TV Tokyo. Mihiro interprète Yurufuwa-chan dans Arasa-chan Uncensored (アラサーちゃん 無修正, Arasa-chan Mushusei), une comédie racontant l'histoire d'un groupe d'une trentaine de femmes avec Mitsu Dan et diffusée de juillet à octobre 2014.

## Filmographie

### Cinéma
- Ori Nyosho Reika Shukan  (檻 Prison Girl?) (novembre 2006)
- 8000 Miles (en) (ＳＲ　サイタマノラッパー|SR: Saitama no rappā) (mars 2009)
- Ju-On: White Ghost (en) (juin 2009)
- Samurai Princess (en) (juillet 2009)
- Running on Empty (ランニング・オン・エンプティ, Ranningu on enputi?) (février 2010)
- nude (septembre 2010)
- Goddotan (en) (juin 2013)

### Vidéos de charme
| Date de sortie   | Titre                           | Compagnie                                 | Réalisateur | Notes |
| ---------------- | ------------------------------- | ----------------------------------------- | ----------- | ----- |
| 25 mai 2002      | Dream どりーむ                  | Eichi Publishing BEV-60-21                |             |       |
| 25 avril 2004    | Naked 裸体                      | Shuffle Believe SFBV (VHS) SFLB-011 (DVD) |             |       |
| 16 décembre 2004 | NIM Product X NIM 的製品×       | FRDV-40720                                |             |       |
| 31 décembre 2004 | Mihiro みひろ                   | Max-A Pure Max PMX-001                    |             |       |
| 25 mars 2005     | 3165 Mihiro GO! 3165 みひろGO！ | Bauhaus BHD-611                           |             |       |

### V-Cinéma
| Date de sortie    | Titre                                                                                               | Compagnie                | Réalisateur            | Notes |
| ----------------- | --------------------------------------------------------------------------------------------------- | ------------------------ | ---------------------- | --- |
| 25 avril 2003     | The Train Rape Access 6 ザ・痴漢ネット ＡＣＣＥＳＳ ６                                              | Museum Mermaid DMMD-5599 |                        | |
| 22 septembre 2003 | Teacher Machi : Let's Seaside School マチコ先生 Let's 臨海学校                                      | TMC Oscar DOS-004        |                        | Avec Maiko Kazano |
| 22 janvier 2004   | Heisei Sekuhara Bushidou 平成セクハラ武士道                                                         | TMC Taboo7 DVTR-030      | Naoyuki Tomomatsu      | Avec Miki Asaoka, Taiki Ezawa & Yuna Aoba                                                                                         |
| 25 novembre 2004  | Chakuero no onna Karina 着エロの女 ＫＡＲＩＮＡ                                                     | Museum Mermaid MMD-0871  | Kōji Kawano            | Avec Madoka Arai & Hiroshi Hatakeyama                                                                                             |
| 7 septembre 2005  | Swaying in the Train 揺れる電車の中で                                                               | OnlyHearts CCDV-0054     |                        | |
| 28 juillet 2006   | The Inner Palace: Indecent War 大奥 淫の乱 花びら燃ゆ                                               | Max-A Pure Max PMX-005   | Kunihiro Hasegawa (en) | Avec Akiho Yoshizawa, Ayano Murasaki, Anri Mizuna, Kyōko Kazama (en), Nana Miyachi, Lemon Hanazawa (en) & Shinobu Ebihara         |
| 31 août 2006      | The Inner Palace: Flower of War 大奥 蕾の乱 明日への契り                                            | Max-A Pure Max PMX-006   | Kunihiro Hasegawa      | Avec Akiho Yoshizawa, Anri Mizuna, Kyōko Kazama, Nana Miyachi, Lemon Hanazawa, Ruri Shiratori, Satomi Shinozaki & Shinobu Ebihara |
| 22 novembre 2006  | Yo-Yo Sexy Girl Cop スケパン刑事 バージンネーム＝諸見栄サキ Sukepan deka: Bājin nēmu = Moromie Saki | GP Museum                | Daigo Udagawa          | Avec Yuuken Yoshida, Shou Nishino & Rio Nakamura Sorti aux États-Unis le 11 novembre 2008                                         |
| 27 mars 2007      | Swimsuit Spy - SPY GIRLS 水着スパイ ～SPY GIRLS～ SMizugi Supai - SPY GIRLS                         | Orustak Pictures         | Yu Irie                | Avec Yūri Morishita, Tomomi Obuchi, Saya Hikita, Arisa Oda & Yuri Kimura                                                          |
| 25 janvier 2008   | Cruel Restaurant (en) 残酷食堂 Zankoku hanten                                                       | GP Museum                | Kōji Kawano            | Sorti aux États-Unis le 2 décembre 2008                                                                                           |

## Recueils de photos
- Dream (5 août 2002)
- Mihiro - Mx6 (25 mars 2004)
- Diva (20 juillet 2004)

## Jeux vidéo
- Ryu Ga Gotoku (Yakuza), voix de Mai, un personnage d'un scénario spécial, décembre 2005.